# Brckovljani
 Brckovljani  falu és község Horvátországban Zágráb megyében. Közigazgatásilag Božjakovina, Gornja Greda, Gornje Dvorišće, Gračec, Hrebinec, Kusanovec, Lupoglav, Prečec, Prikraj, Stančić, Štakorovec és Tedrovec települések tartoznak hozzá.

## Fekvése
Zágrábtól 25 km-re keletre, a Vrbovecről Zágrábra menő út mellett, a Zelina-patak partján, a megye keleti részén fekszik. 

## Története
Brckovljani nevét a Szent Bereck tiszteletére szentelt templomáról kapta. Szent Bereck tiszteletét, aki Szent Márton püspök diakónusa volt horvát történészek a Pannóniából származó Szent Márton tisztelettel hozzák kapcsolatba. Szent Márton ugyanis a pannóniai Savaria (Szombathely) városában született. A szent tiszteletét később talán francia származású misszionáriusok közvetítésével a kereszténységet felvevő horvátok vitték tovább. A templom valószínűleg a 14. században épült az akkori uradalmi központ Bozsjákó (Božjakovina)  közelében. A Zelina melletti birtokot, melyet eredetileg Szent Mártonnak neveztek még 1206-ban adományozta II. András király a templomosoknak, akiket a horvát köznyelv božjacinak, azaz istenes lovagoknak nevezett. Birtokközpontjukat pedig róluk Božjakovinának nevezték el. A birtok a 14. században lett a johannita lovagoké. Bozsjákó várát, melyet 1510-ben "castrum Bosyako" alakban említenek először Lejla Dobronić horvát történész a Szent Berenck plébániatemplom közelébe, a templomtól keletre Gračec irányába húzódó erdős dombvonulatra helyezi. Gračec nevét is az egykori várral hozza összefüggésbe. Mások az erősséget és a kolostort a prozorjei egykori Szent Márton közelébe helyezik. A johanniták távozása után a birtok a vránai perjel uralma alá került. 1573-ban Tahy Ferenc birtoka lett. 1591-ben a török a várat és a kolostort is lerombolta, a templom súlyos károkat szenvedett. 1592-ben Tahy a birtokot lánytestvérének és sógorának Jankovich Ferencnek zálogosította el. 1597-ben tőlük erővel vette el Zrínyi György királyi tárnokmester és egészen 1671-ig Zrínyi Péter haláláig a család kezén maradt. Ekkor hűtlenség címén a kincstáré lett, majd 1686-ban I. Lipót király Draskovich Jánosnak és feleségének Nádasdy Máriának adta és ezután végig a Draskovichok birtoka maradt.
A plébániát valamikor a 15. században alapították, első írásos említése 1501-ben történt, de csak 1630-tól volt állandó plébánosa. A templom átvészelte a 16. század török pusztításait, a 17. és 18. században megújították, majd két kápolnával bővítették. Az itt szolgált káplánok közül a legnevezetesebb Matija Mesić a zágrábi szeminárium későbbi rektora volt. A plébániához ma 13 falu tartozik, közülük Banje Selo és Majkovec közigazgatásilag Szentivánzelinához, Lonjica Vrbovechez, Božjakovina, Brckovljani, Gornja Greda, Gornje Dvorišće, Gračec, Hrebinec, Kusanovec, Prikraj, Stančić és Štakorovec pedig Brckovljanihoz tartozik. A templom mellett fejlődött település mezővárosi rangot kapott vásártartási joggal. Vásárairól magyar eredetű szóval „Varoš”-nak is nevezték. 1848-ig itt működött az úriszék, mely a jobbágyság megszüntetése után is tovább működött, de helyi jegyzőség, a dugo selói járásbíróság és a zágrábi megyei bíróság alárendeltségébe került. 1870-ben a jegyzőséget is megszüntették és Brckovljani területét az újonnan alakított Dugo Selo község területéhez csatolták. 1892-től a második világháború végéig községi hivatal működött a településen. 1847-ben magániskola, 1848-ban pedig népiskola alakult a faluban, melyet 1891-ben kétosztályosra bővítettek. Ez egyben azt jelentette, hogy két tanítója volt. Az iskolába 1857-ben 63 gyermek járt, közülük 48 fiú és 15 leány. 
Brckovljani 1993-óta önálló község, addig Dugo Selo része volt. 2001-ben 217  lakosa volt.

## Lakosság
| Lakosság változása | Lakosság változása | Lakosság változása | Lakosság változása | Lakosság változása | Lakosság változása | Lakosság változása | Lakosság változása | Lakosság változása | Lakosság változása | Lakosság változása | Lakosság változása | Lakosság változása | Lakosság változása | Lakosság változása |
| ------------------ | ------------------ | ------------------ | ------------------ | ------------------ | ------------------ | ------------------ | ------------------ | ------------------ | ------------------ | ------------------ | ------------------ | ------------------ | ------------------ | ------------------ |
| 1857               | 1869               | 1880               | 1890               | 1900               | 1910               | 1921               | 1931               | 1948               | 1953               | 1961               | 1971               | 1981               | 1991               | 2001               |
| 185                | 229                | 255                | 308                | 344                | 357                | 336                | 319                | 391                | 304                | 344                | 309                | 494                | 696                | 1243               |

## Nevezetességei

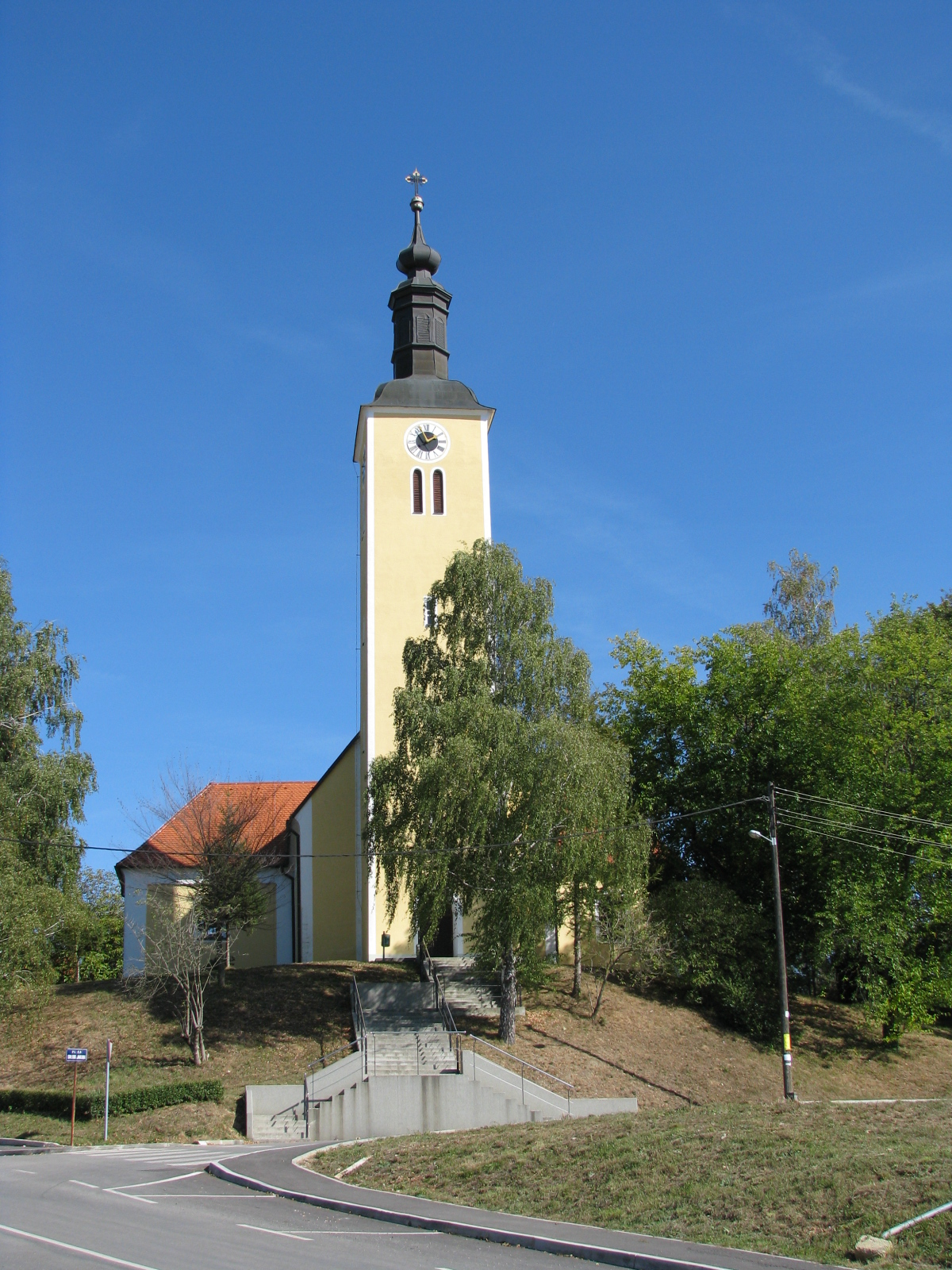
A Szent Bereck plébániatemplom

- Szent Bereck tiszteletére szentelt plébániatemplomát[3] a 14. században a johanniták építették. Ennek a korai templomnak a maradványai ma is láthatók az épületen, a szentély gótikus konzolja, boltozatának gótikus záróköve és a gótikus kapuzat valószínűleg a templom építésekor készültek. A latin kereszt alaprajzú, főhajóból és kereszthajóból álló épület korai építését a szentély keleti tájolása is bizonyítja. A templomot viszonylag későn, csak 1501-ben említik először írott forrásban. A 17. és 18. században barokk stílusban építették át. Ekkor készült a főoltár és a szószék, melyet az építés fő támogatójának trakostyáni gróf Draskovich József Kázmér altábornagynak, Kőrös vármegye főispánjának, császári és királyi titkos tanácsosnak a címere díszít. A főoltáron Szent Bereck szobra mellett Szent Péter és Pál apostolok, valamint Szent István és László királyok szobrai láthatók. A szentélyt masszív gótikus boltozat fedi, falában két romantikus ablakkal, melyek közül az egyik el van falazva. A szentély építését gótikus jegyei lapján a 14. század közepére teszik, de bizonyos részletei 13. századi eredetre utalnak. A feltételezések szerint eredetileg az itt állt  erődített johannita kolostor kápolnája volt. A kolostort talán a török égette fel 1591-ben. A gótikus kapuzat bal oldalán az 1605-ös évszám és a "Gerlicius Paroch" felirat látható bevésve. Ebből a feliratból következtetnek arra, hogy a leégett kolostor kápolnájából építtette fel Gerlicius plébános 1605-ben a mai templom magját, melyet később bővítettek. Az északi oldalon a 17. századi Páduai Szent Antal oltár, míg a déli oldalon a 18. században készült Szűz Mária oltár található. A jobb oldali kereszthajóban a Lourdes-i Szűzanya oltár,  a bal oldaliban a boldog Alojzij Stepinac oltár áll. A templomban az utóbbi húsz évben több korszerűsítés történt.

- Szűz Mária tiszteletére szentelt kápolnáját[4] 1743-ban családi temetőkápolnának építtette Franjo Praszkach. 1862 és 1864 között az akkor már romos kápolnát Pfeiffenberger építész tervei szerint neogótikus stílusban építették újjá. A kápolna egyhajós épület sokszögzáródású szentéllyel, két mellék kápolnájával latin kereszt alaprajzú. Tornya a bejárat felett magasodik, benne található a kórus is. Festményeit Zasche és Prokše festők készítették. A képek Mária látogatása Erzsébetnél, Szent Valentin áldása, Páduai Szent Antal a Kisjézussal és Xavéri Szent Ferenc bennszülötteket keresztel 1857 és 1861 között készültek. A kápolnát utoljára 1961-ben renoválták. Sajnos az épület ma pusztulásra van ítélve. Festményei részben a plébániatemploma, részben a zágrábi képzőművészeti múzeumba kerültek. Berendezését a lonjicai Jézus Szíve kápolnába szállították.

- A régi iskola szabadon álló egyemeletes épületét[5] a település központjában, egy fennsíkon emelték. Téglalap alakú, hosszúkás alaprajzú épület, melynek hosszabb oldala az utcára néz. A főhomlokzatot a középtengelyben épített főbejárattal az egyszerű historizmus és a neoreneszánsz épületszobrászati jellemzői formálják. Az épület 1903-ban épült, a régebbi iskola helyén, két osztályos iskolaépületként, két lakással a tanárok számára. Ma lakások vannak benne.